# Anomozela cirrhiata
Anomozela cirrhiata là một loài bướm đêm trong họ Geometridae.